# Le Pont-de-Montvert
Le Pont-de-Montvert foi uma antiga comuna francesa na região administrativa de Occitânia, no departamento de Lozère. Estendia-se por uma área de 90,25 km². Em 2010 a comuna tinha 597 habitantes (densidade: 6,6 hab./km²). Nesta comuna nasceu o Papa Urbano V, que pontificou de 1362 a 1370.
Em 1 de janeiro de 2016, passou a fazer parte da nova comuna de Pont de Montvert - Sud Mont Lozère.

## Demografia
| 1793  | 1800  | 1806  | 1821  | 1831  | 1836  | 1841  | 1846  | 1851  |
| ----- | ----- | ----- | ----- | ----- | ----- | ----- | ----- | ----- |
| 1 245 | 1 255 | 1 451 | 1 471 | 1 442 | 1 436 | 1 372 | 1 398 | 1 445 |

| 1856  | 1861  | 1866  | 1872  | 1876  | 1881  | 1886  | 1891  | 1896  |
| ----- | ----- | ----- | ----- | ----- | ----- | ----- | ----- | ----- |
| 1 460 | 1 566 | 1 580 | 1 590 | 1 558 | 1 467 | 1 405 | 1 287 | 1 152 |

| 1901  | 1906  | 1911  | 1921 | 1926 | 1931 | 1936 | 1946 | 1954 |
| ----- | ----- | ----- | ---- | ---- | ---- | ---- | ---- | ---- |
| 1 126 | 1 102 | 1 055 | 928  | 843  | 764  | 728  | 607  | 509  |

| 1962 | 1968 | 1975 | 1982 | 1990 | 1999 | - | - | - |
| --- | ---- | ---- | ---- | ---- | ---- | - | - | - |
| 467 | 384  | 312  | 305  | 281  | 272  | - | - | - |
| Para os censos de 1962 a 2006 a população legal corresponde à popolução sem duplicidades, segundo define o INSEE. |      |      |      |      |      |   |   |   |